# 30 år i kärlekens tjänst
30 år i kärlekens tjänst är ett samlingsalbum av Niklas Strömstedt, utgivet den 7 december 2009 på skivbolaget Warner Music.
Skivan utgavs digitalt och som en dubbel-CD. Den andra skivan innehöll nyinspelningar av äldre låtar. Med albumet följde ett texthäfte skrivet av Strömstedt. Itunes-utgåvan innehöll två bonusspår.

## Låtlista
1. "Inga änglar gråter" – 4:47
2. "Om" – 4:02
3. "Vart du än går"
4. "Halvvägs till framtiden" – 4:06
5. "För många ord om kärlek" – 3:21
6. "Röd som blod" – 3:51
7. "Oslagbara!" – 3:46
8. "Vakta min ensamhet" – 3:33
9. "Sista morgonen" – 3:22
10. "Sånt är livet" – 4:38
11. "På Stockholms gator"
12. "Flickor talar om kärleken (män dom gör just ingenting alls)" – 3:49
13. "Förlorad igen" – 3:52
14. "Nu har det landat en ängel" – 3:56
15. "24 timmar" – 4:01
16. "En kvinna och en man" – 4:37 (duett tillsammans med Anne-Lie Rydé, nyinspelning 2009)
17. "I hennes rum" – 4:42
18. "I mina ögon" – 3:11 (tillsammans med Svenska Lyxorkestern
19. "Inga änglar gråter" – 3:36 (nyinspelning 2009)
20. "En väg till mitt hjärta" – 3:30 (nyinspelning 2009)
21. "24 timmar" – 4:17 (nyinspelning 2009)
22. "Vart du än går" – 3:09 (nyinspelning 2009)
23. "Blåa ögons hav" – 3:16 (nyinspelning 2009)
24. "Flickor talar om kärleken (män dom gör just ingenting alls)" – 3:18 (nyinspelning 2009)
25. "Medley" – 6:13 (nyinspelning 2009)
26. "Långt från varann (men hand i hand)" – 3:14 (nyinspelning 2009)
27. "Halvvägs till framtiden" – 3:07 (nyinspelning 2009)
28. "I morgon är en annan dag" – 3:14 (nyinspelning 2009)
29. "Sista morgonen" – 3:29 (nyinspelning 2009)
30. "En kvinna och en man" – 3:34 (nyinspelning 2009)
31. "Byns enda blondin" – 4:26 (nyinspelning 2009)
32. "Om" – 3:16 (nyinspelning 2009)
33. "Förlorad igen" – 3:36 (nyinspelning 2009)
34. "Oslagbara!" – 3:10 (nyinspelning 2009)

### Bonusspår på Itunes-utgåvan
1. "Bilderna av dej" – 4:40
2. "Runt runt runt" – 4:13

## Mottagande
Albumet har medelbetyget 2,8/5 på Kritiker.se, baserat på tre recensioner. Av Örnsköldsviks Allehanda och Norra Västerbotten fick den treor i betyg och av Nerikes Allehanda en tvåa.

## Listplaceringar
| Lista (2009–2010) | Topplacering |
| ----------------- | ------------ |
| Sverige           | 32           |